# Mowgli

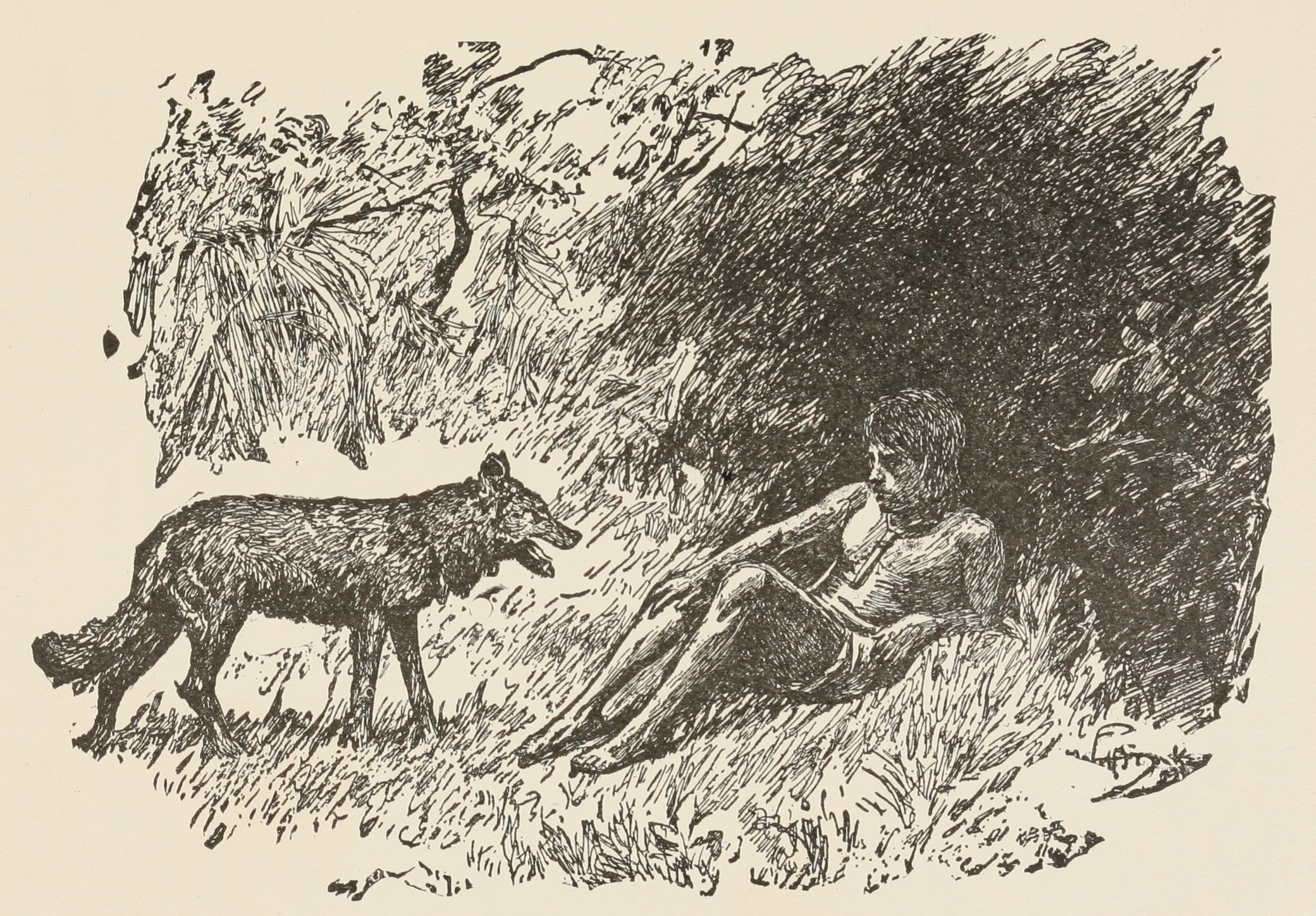
Mowgli i wilk na ilustracji do Księgi dżungli (wyd. 1895)

Mowgli – postać fikcyjna, bohater książki Rudyarda Kiplinga pt. Księga dżungli.
Mowgli jako chłopiec wychował się w stadzie wilków. Został on odbity tygrysowi, Shere Khanowi, i przyjęty do wilczej gromady. Nauczył się języka zwierząt i praw dżungli. Opiekują się nim przybrani wilczy rodzice oraz pantera Bagheera, która już na początku złożyła za niego okup w postaci bydła. Jego nauczycielem jest Baloo, niedźwiedź. Mowgli dorasta wśród przyjaciół, ale liczy się z tym, że kiedyś będzie musiał rozprawić się z kulawym tygrysem, który nie daruje mu, że został ocalony przez wilki. Po latach tygrysiej „propagandy” młodsze wilki okazują Mowgliemu mniej sympatii, aż w końcu, gdy przyjazny mu wilk Akela przestaje być przywódcą stada, Mowgli zostaje zmuszony do odejścia do ludzkiej wsi. Po tym jednak, gdy udaje mu się zabić prześladowcę – tygrysa Shere Khana – zabobonni wieśniacy sprawiają, że Mowgli musi wrócić do dżungli.